# Hidayatou
Hidayatou est une ville et une sous-préfecture de Guinée, rattachée à la préfecture de Mali et la région de Labé. 

## Population
En 2016, le nombre d'habitants est estimé à 13 037, à partir d'une extrapolation officielle du recensement de 2014 qui en avait dénombré 12 190.